# Johann Karl von Hessen-Homburg
Johann Karl Wilhelm Ernst Ludwig von Hessen-Homburg (* 24. August 1706 in Homburg; † 10. Mai 1728 in Fellin) war ein Prinz von Hessen-Homburg.

## Leben
Johann Karl war ein Sohn des Landgrafen Friedrich III. Jacob von Hessen-Homburg (1673–1746) aus dessen Ehe mit Elisabeth Dorothea (1676–1721), Tochter des Landgrafen Ludwig VI. von Hessen-Darmstadt.
Johann Karl folgte seinem Bruder Ludwig Gruno in russische Dienste und wurde Hauptmann der peobrasenskischen Brigade und Inhaber des Narwa-Regiments als Nachfolger seines Bruders. Von Zar Peter I. wurde er als Gemahl von dessen Tochter, der nachmaligen Zarin Elisabeth ausersehen, doch starb der Prinz schon 21-jährig an den Pocken.